# Альба, Фернандо Фитц-Джеймс Стюарт и Солис
Фернандо Фитц-Джеймс Стюарт и Солис (исп. Fernando Fitz-James Stuart y Solís; Мадрид, 14 сентября 1990 года) — испанский аристократ, 15-й герцог де Уэскар, гранд Испании, наследник титула герцог Альба-де-Тормес.

## Биография
Фернандо Хуан Фитц-Джеймс Стюарт и Солис родился 14 сентября 1990 года в Мадриде в одной из самых выдающихся и известных семей испанской аристократии - герцогов Альба. Он первенец 19-го герцога Альба-де-Тормес Карлоса Фитц-Джеймс Стюарт и Мартинес де Ирухо и его жены Матильды де Солис-Бомон и Мартинес-Кампос. В соответствии с традициями дома Альба с 15 февраля 2015 года Фернандо носит титул 15-го герцога де Уэскар.
Был крещен 23 октября 1990 года в приходе в Сан-Роман — Севилья с именами Фернандо Хуан Мария де Лас Мерседес Луис Каэтано Иисус. Его крестными стали графы Барселоны, представленные в лице бабушки по отцовской линии — Каэтаны Фитц-Джеймс Стюарт, 18-й герцогини Альба, и дедушки по линии матери — Фернандо де Солис и Атьенса, 10-го маркиза де Мотилла.

## Учёба и профессиональная деятельность
Фернандо Хуан Фитц-Джеймс Стюарт и Солис получил школьное образование в Школе Санта Мария де Лос Росалес, где являлся одним из лучших учеников. В этой же школе учились его отец и король Испании Филипп VI. Позже прошел несколько курсов в Великобритании в Центре St Martin’s Ampleforth.
Окончив Лондонский Университет, он получил звание бакалавра права, кроме того там же получил диплом юриста Лондонского университета и степень магистра по маркетингу в Колледже международных исследований (CIS). Проходил обучение в Университете Массачусетса (США).

## Брак и дети
6 октября 2018 года во Дворце Лирия женился на Софии Паласуэло Баррозу. София - дочь архитектора Фернандо Паласуэло (племянник Пабло Паласуэло) и его бывшей жены Софии Баррозу. У Софии Паласуэло Баррозу два старших брата Фернандо и Бельтран.
8 сентября 2020 года в больнице Нуэстра-Сеньора-дель-Росарио в Мадриде у герцогской четы родилась дочь Росарио Фитц-Джеймс Стюарт и Паласуэло.